# Dahyana Villota
Dahyana Villota es una presentadora de noticias colombiana. Hace parte del equipo informativo de Noticias Capital del Canal Capital de Bogotá.
Estudió Comunicación Social - Periodismo en la Universidad Autónoma de Occidente en Cali. En esa misma ciudad trabajó como realizadora y presentadora de la sección de entretenimiento en el Noticiero 90 Minutos, alternando trabajo en el canal regional Telepacífico, dirigiendo el programa Fiebre de Sábado.
En el año 2008 pasó a ser parte del equipo de Noticias Capital, hasta la fecha.